# Lina Cheryazova
Lina Cheryazova (n. 1 noiembrie 1968, Toshkent, Republica Sovietică Socialistă Uzbecă, URSS – d. 23 martie 2019, Novosibirsk, Regiunea Novosibirsk, Rusia) a fost o sportivă ce a reprezentat Uniunea Republicilor Sovietice Socialiste, medaliată olimpică. A participat la 2 ediții ale Jocurilor Olimpice (1994, 1998) în care a câștigat o medalie de aur.